# 舊大里橋
24°57′50″N 121°55′13″E / 24.9637964198111°N 121.920343135535°E
舊大里橋，台灣宜蘭縣公路橋梁，與舊大溪橋同為台灣日治時期建物。2002年12月27日公告為縣定古蹟。

## 歷史背景
舊大里橋竣工於1941年1月，為日治時期南北交通重要命脈。1972年2月北部濱海公路新大里橋完工通車後即取而代之，目前已閒置不用。

## 建築特色
橋體為石砌單拱橋，結構體保存良好，由三層石塊疊砌成立，護欄造型典雅，間以三角弧洩水口。

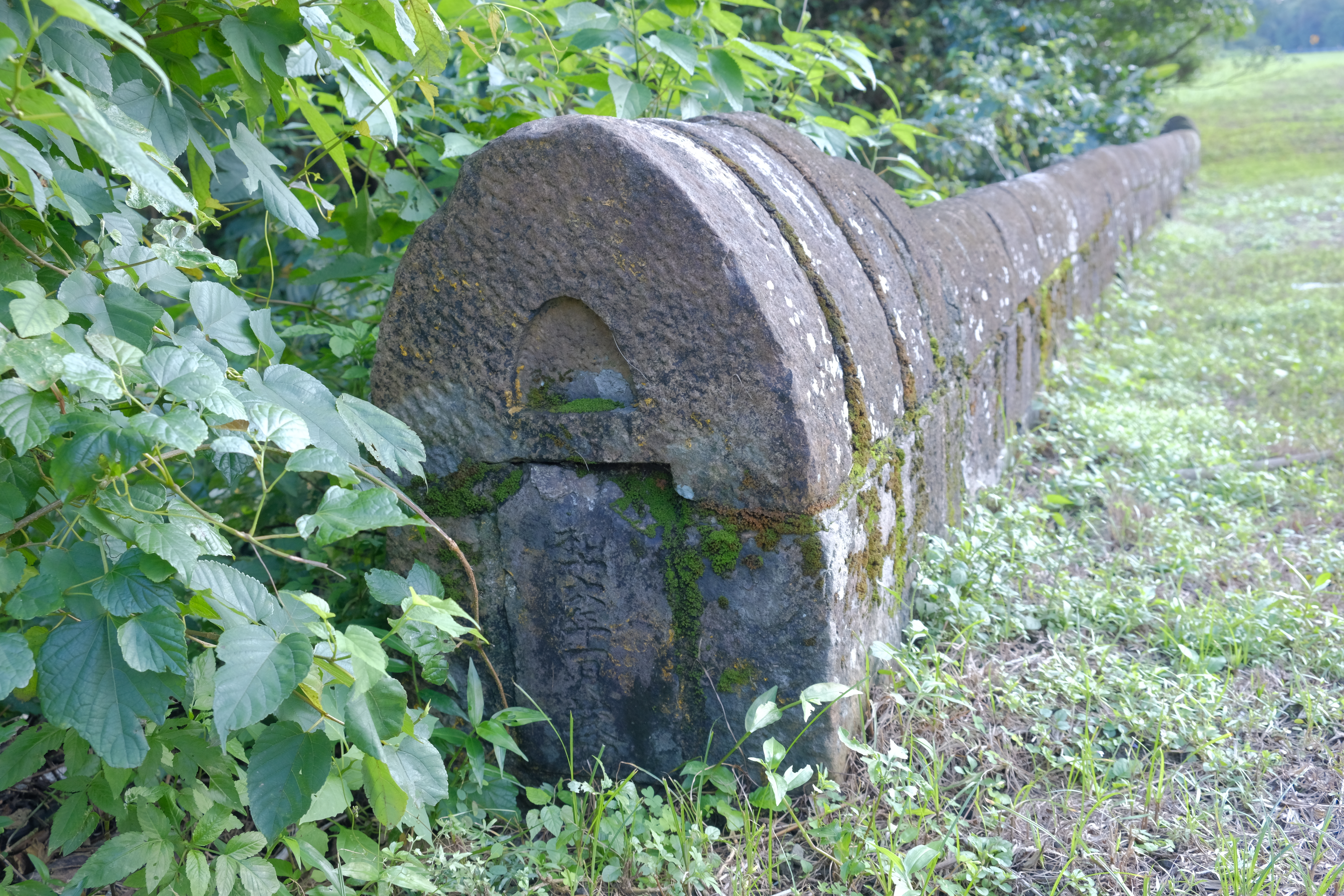
昭和16年
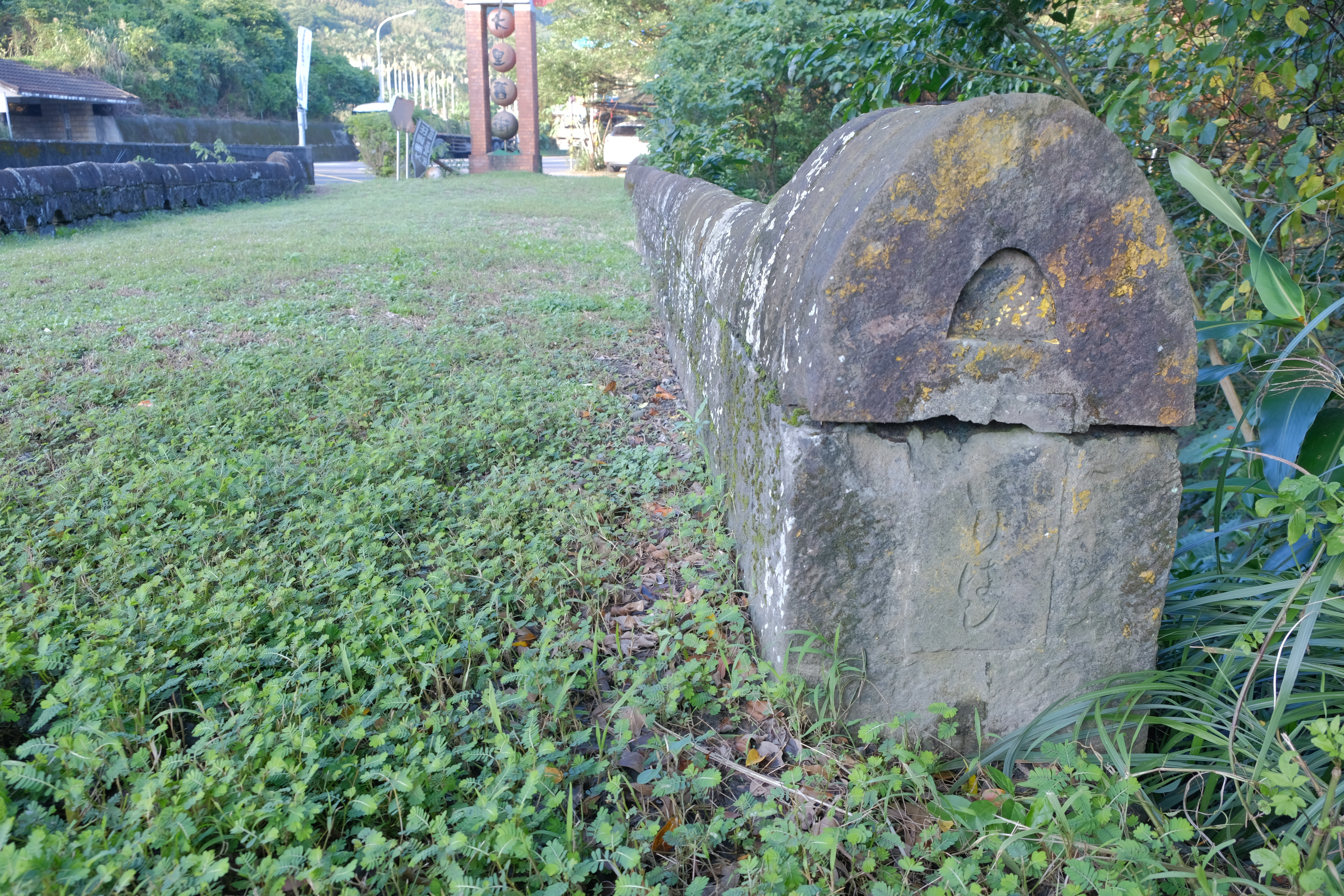
？りはし
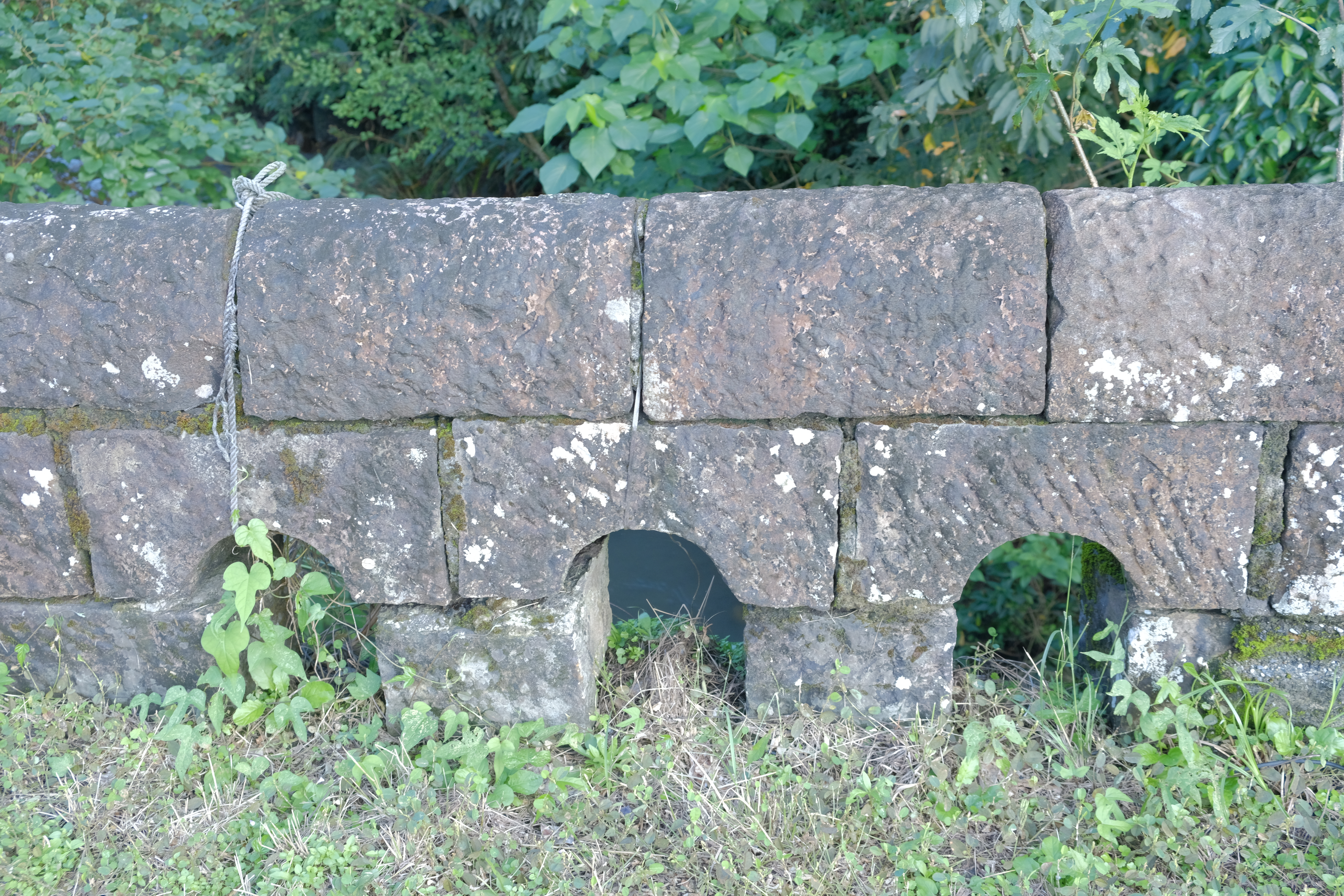
三洩水口
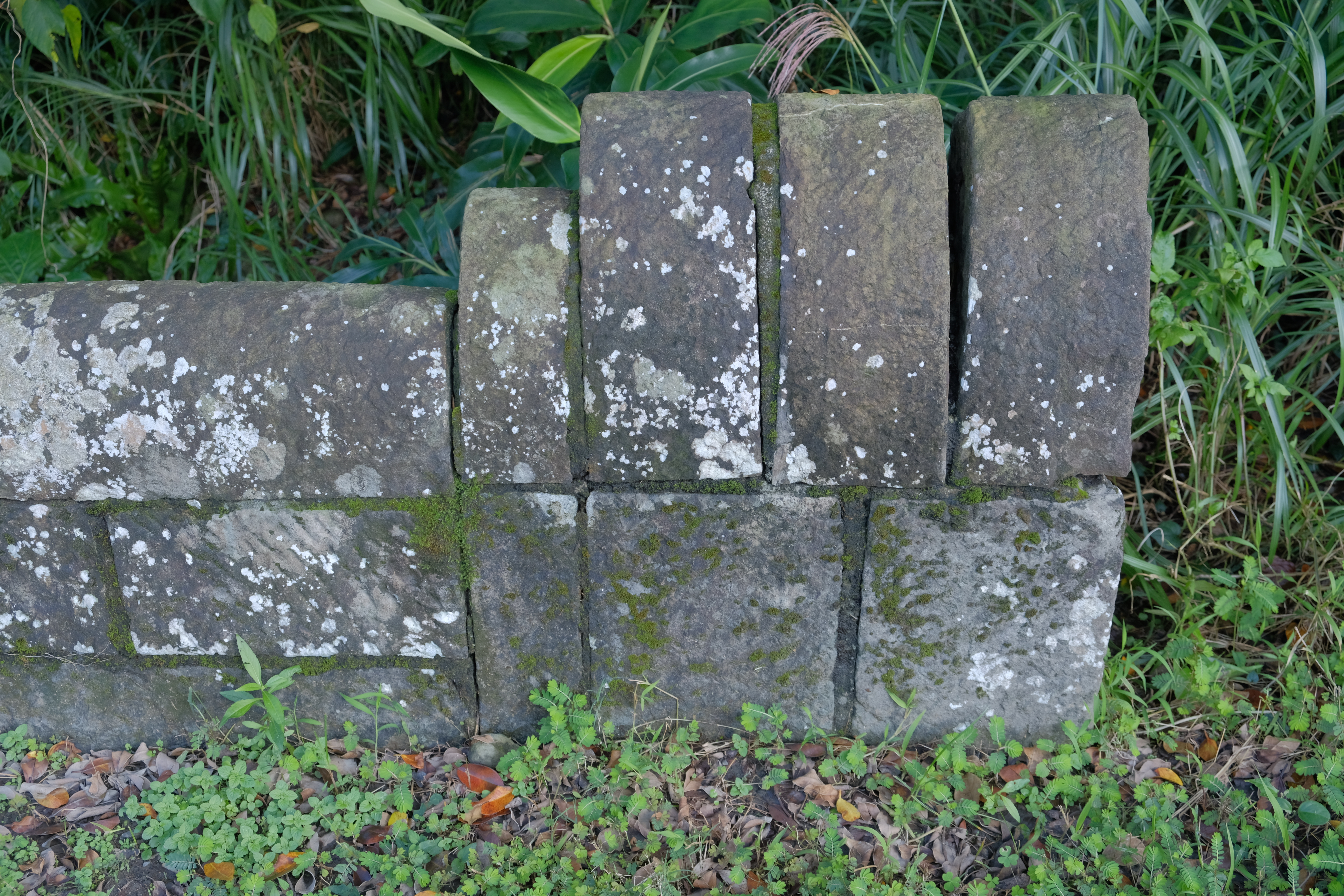
舊大里橋頭
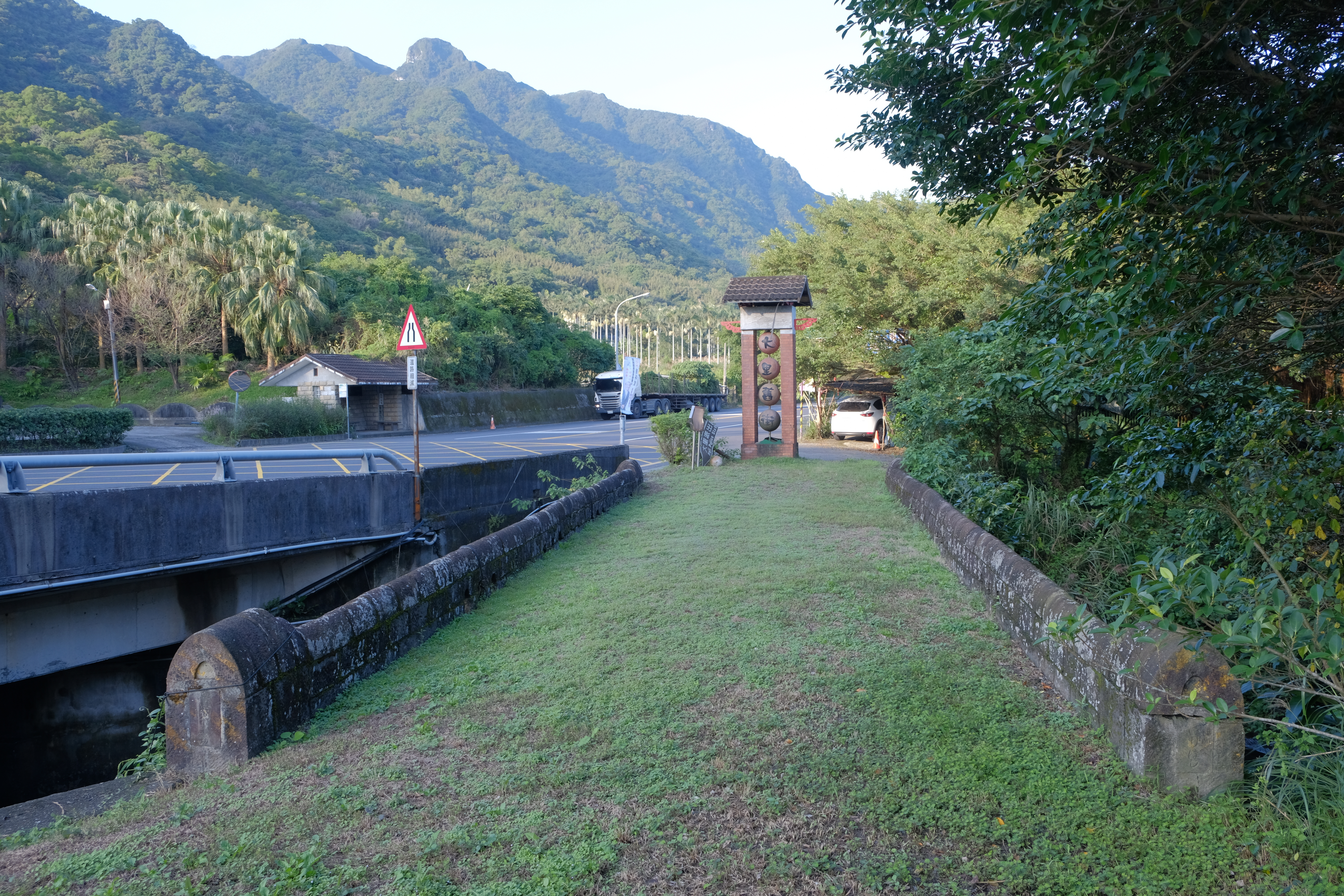
舊大里橋

## 引用資料
1. ↑  . 文化部文化資產局. （原始内容存档于2019-04-28）.